# Причитко, Дэвид
Дэвид Л. Причитко (род. 22 июня 1962 года) — американский экономист австрийской школы, критикующий марксизм, но отстаивающий идею рабочего самоуправления. Штатный профессор Университета Северного Мичигана.

## Ранняя жизнь и образование
Причитко родился в Эвергрин-Парке, штат Иллинойс, в семье Гарри и Джоанны Причитко. Он украинского и итальянского происхождения. Он вырос в Уорте, штат Иллинойс, и в 1980 году окончил среднюю школу Алана Шепарда в Палос-Хайтс, штат Иллинойс. Он оставался в Уорте до тех пор, пока не переехал в Мичиган, чтобы поступить в Университет Северного Мичигана в Маркетте, небольшом городке на Верхнем полуострове Мичигана.
Получив степень бакалавра экономики (1984), Причитко поступил в Университет Джорджа Мейсона в Фэрфаксе, где получил степень магистра (1987) и степень доктора философии (1989) по экономике.
В университете Джорджа Мейсона он учился у Кеннета Боулдинга, Джеймса Бьюкенена, Дона Лавуа. Лавуа был научным руководителем его диссертации.
До получения докторской степени Причитко также был младшим научным сотрудником Программы по участию и системам управления трудом на экономическом факультете Корнеллского университета в Итаке (1988). Там он закончил писать диссертационное исследование, оказав некоторое влияние на директора программы Ярослава Ванека.

## Карьера
Получив докторскую степень, Причитко провел постдокторские исследования по программе Фулбрайта на философском факультете Загребского университета в Загребе. В то время он также участвовал в нескольких курсах в Межуниверситетском центре последипломного образования в Дубровнике включая «Политическую теорию и политическое образование — Анархизм: общество и утопия». Этот курс прославился как первое за последние сорок с лишним лет собрание в Югославии ученых-анархистов. Во время своего пребывания в Межуниверситетском центре, Причитко также критиковал теорию и практику рабочего самоуправляемого социализма с несколькими представителями югославской школы праксиса, в том числе с Загоркой Голубовичем, Михаило Марковичем, Светозаром Стояновичем и Руди Супеком.
После возвращения из Югославии, Причитко работал преподавателем на экономическом факультете Государственного университета Нью-Йорка. В течение этого времени он работал в качестве научного сотрудника по экономике, ценностям и культуре в институте изучения экономической культуры Бостонского университета, в программе, руководителем которой являлся социолог Питер Бергер.
Причитко, также был членом факультета философии, политики и экономики Центра политической экономии имени Джеймса М. Бьюкенена Университета Джорджа Мейсона (2001—2004).
Кроме того, он занимал кафедру экономики Сесила и Иды Грин в Техасском христианском университете в Форт-Уэрте. Причитко, работает преподавателем на экономическом факультете Университета Северного Мичигана с 1997 года.
Причитко, был блюзовым ди-джеем колледжа в течение нескольких лет, а так же волонтерскую должность он занимал на радиостанциях WNYO, и WUPX. Он стал поклонником старинной скрипичной музыки и является одним из немногих скрипачей в Аппалачском стиле.

## Труды
- Хейне П., Боуттке П. Дж., Причитко Д. Л. Экономический образ мышления. / Пер. с англ. 10-го изд. — М.: Вильямс, 2007. — 544 с. — ISBN 5-8459-0777-6, ISBN 0-13-060810-6.